# Святой Торлак
Святой Торлак Торхалльссон (др.-сканд. Þorlákr Þórhallsson, исл. Þorlákur helgi Þórhallsson, 1133[…], Fljótshlíð — 23 декабря 1193[…], Скаульхольт, Сюдюрланд) — святой патрон Исландии. Он был епископом Скаульхольта с 1178 года. Его статус святого был утверждён исландским парламентом (альтингом) в 1198 году, но это не было официально признано римско-католической церковью до 14 января 1984 года, когда Иоанн Павел II канонизировал его официально и провозгласил святым покровителем Исландии.

## Биография
Торлак происходил из благородной и богатой семьи и был рукоположён во диакона перед тем, как ему исполнилось 15 лет, а в возрасте 18 лет его рукоположили во священника. Он учился за границей, в Париже и Линкольне в Англии в течение 6 лет (он также, возможно, посетил Лондон).
Вернувшись в 1166 году в Исландию, Торлак основал Августинский монастырь в селе Тикквибаир, после того как отказался жениться на богатой вдове. Там он посвятил себя строгой религиозной жизни, отказываясь жениться (другие исландские священники были женаты) и посвящая себя чтению Отче Наш, Символа Веры и гимнов, а также 50 псалмов.
Как молодой священник, а позже епископ, он был известным всю свою жизнь. Его фигура представлена в сагах, в частности в исландской Торлакссаге (Þorlákssaga), где описана его праведная жизнь. Также ему приписывают совершение многих чудес.

## Епископат
Августин Нидаросский (из Норвегии) рукоположил его в епископы и работал над созданием Августинского ордена в Исландии, а также над искоренением симонии (продажи и покупки священного сана), светского патронажа и клерикального недовольства. Святой Торлак служил епископом Скальхольта (одной из двух тогдашних диоцезий Исландии) в период между 1178 и 1193 годами вплоть до своей смерти.

## День Святого Торлака (Торкламесса)
Торлаксмесса празднуется в день его кончины, 23 декабря. Днём святого является также 20 июля — день перенесения его мощей.
Это последний день приготовлений к Рождеству. Таким образом, в день Святого Торлака исландцы убирают дом и начинают приготовления к рождественскому столу. Исландцы ели обычно рыбу в этот день, так это был последний день католического рождественского поста. В западной Исландии принято есть солёного ската в этот день; этот обычай распространился по всей Исландии. Скат обычно подаётся с отварным размятым картофелем и сопровождается стаканом бреннивин (вид исландской водки).